# Condado de Blair
El condado de Blair (en inglés: Blair County) fundado en 1800 es uno de los 67 condados en el estado estadounidense de Pensilvania. En el 2010 el condado tenía una población de 127.089 habitantes en una densidad poblacional de 161 personas por km². La sede de condado es Hollidaysburg.

## Geografía
Según la Oficina del Censo, el condado tiene un área total de 1365 km² (527 mi²), de la cual 1365 km² (527 mi²) es tierra y 3 km² (1,2 mi²) (0.25%) es agua.

### Condados adyacentes
- Condado de Centre (norte)
- Condado de Huntingdon (este)
- Condado de Bedford (sur)
- Condado de Cambria (oeste)
- Condado de Clearfield (noroeste)

## Demografía
Según el censo de 2000, habían 129,144 personas, 51,518 hogares y 34,877 familias residiendo en la localidad. La densidad de población era de 95 hab./km². Había 55,061 viviendas con una densidad media de 40 viviendas/km². El 97.61% de los habitantes eran blancos, el 1.19% afroamericanos, el 0.08% amerindios, el 0.36% asiáticos, el 0.01% isleños del Pacífico, el 0.14% de otras razas y el 0.60% pertenecía a dos o más razas. El 0.51% de la población eran hispanos o latinos de cualquier raza.
Los ingresos medios por hogar en la localidad eran de $0 y los ingresos medios por familia eran $0. Los hombres tenían unos ingresos medios de $0 frente a los $0 para las mujeres. La renta per cápita para el condado era de $0. Alrededor del 0% de la población estaban por debajo del umbral de pobreza.

## Localidades

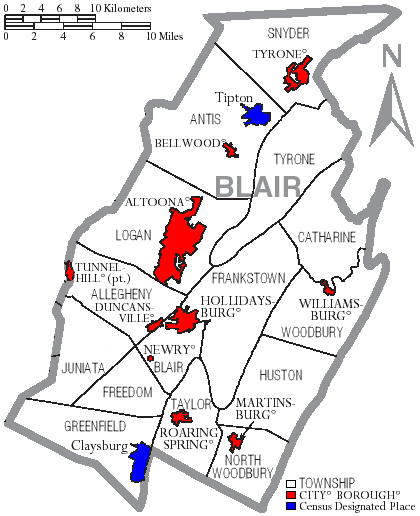
Localidades en el condado de Blair

### Ciudades
Altoona 

### Boroughs
Bellwood |
Duncansville  |
Hollidaysburg |
Martinsburg |
Newry |
Roaring Spring |
Tunnelhill‡ |
Tyrone |
Williamsburg 

### Municipios
Allegheny |
Antis |
Blair |
Catharine |
Frankstown |
Freedom |
Greenfield |
Huston |
Juniata |
Logan |
North Woodbury |
Snyder |
Taylor |
Tyrone |
Woodbury

### Lugares designados por el censo
Claysburg |
East Freedom |
Foot of Ten |
Grazierville |
Greenwood |
Lakemont |
Northwood |
Tipton 

### Áreas no incorporadas
Bald Eagle 